# Siembra (album)
Siembra (Spaans voor zaaien) is het tweede gezamenlijke album van de Puerto Ricaans/Amerikaanse trombonist Willie Colón en de Panamese zanger Rubén Blades. Het werd 7 september 1978 door Fania uitgebracht en verkocht wereldwijd drie miljoen exemplaren; het grootste succes op dit in salsa gespecialiseerde platenlabel.       Siembra groeide uit tot een klassieker en wordt ook wel de Sgt. Pepper/White Album van de salsa genoemd.

## Achtergrond
Het zeven nummers tellende album opent misleidend met het disco-intro van Plástico dat pas na 37 seconden overgaat in een salsabeat; de tekst is een aanklacht tegen de consumptiemaatschappij waarin de jonge generatie leeft. Gabriel Rios samplede het op zijn doorbraakhit Broad Daylight. Pedro Navaja, losjes gebaseerd op Mack the Knife, is het zeven minuten lange relaas van een sluipmoordenaar die een prostituee neersteekt en zelf door zijn stervende slachtoffer zou zijn doodgeschoten; la vida te de la sorpesas (het leven zit vol verrassingen). Radiostations vonden dit te ver gaan en draaiden een ingekorte versie, dit tot grote woede van luisteraars die het hele verhaal wilden horen. Tot slot zingt Blades in het titelnummer dat men eerst moet zaaien om te kunnen oogsten.

## Verder verloop
Na Siembra zouden Colón en Blades in 1981, 1982 en 1995 nog drie samenwerkingsalbums uitbrengen. Ter gelegenheid van het 25-jarig jubileum in 2003 gaven Colón en Blades een drie uur durend concert. Daarna raakten ze gebrouilleerd met elkaar vanwege de rechtszaak die Colón tegen Blades aanspande wegens contractbreuk. 
In 2008 verscheen een luxe heruitgave met bonustracks waaronder alternatieve versies van Pedro Navaja en Dime, en een nummer dat destijds op de plank was blijven liggen. 
In 2010 verscheen het album Siembra Live met concertopnamen die op 22 maart 1980 in New Jersey werden gemaakt.

## In poulaire cultuur
- Buscando Guayaba was in 1988 te horen in de Disney-animatiefilm Oliver & Co..
- De Nederlandse zangeres/percussioniste Gianna Tam bracht in 2024 een cover uit op haar soloalbum Latina Empire. Het is een van de weinige Spaanstalige nummers op dit album dat volstaat met salsabewerkingen van dance-classics.

## Tracklijst
1. Plástico (Rubén Blades), 6:37
2. Buscando Guayaba (Rubén Blades), 5:43
3. Pedro Navaja (Rubén Blades), 7:21
4. María Lionza (Rubén Blades), 5:27
5. Ojos (Johnny Ortiz), 4:50
6. Dime (Rubén Blades), 6:59
7. Siembra